# David Maslanka
David Maslanka (født 30. august 1943 i New Bedford, Massachusetts - død 6. august 2017 i Missoula, Montana, USA) var en amerikansk komponist og lærer.
Masalanka blev uddannet i komposition på Oberlin Musikkonservatorium (1961-1965). Han har komponeret 10 symfonier (hvoraf de otte er for symfonisk blæserorkester), orkesterværker, 15 koncerter, kammermusik, klavermusik, sange, slagtøjsmusik, en messe etc. Han er nok bedst kendt for sine symfonier som hører til blæserstandard repetoiret. Masalanka har modtaget flere kompositionspriser, såsom feks. the National Endowment for the Arts Composer Award (1974, 1975 og 1989). Han underviste i komposition på State University of New York, New York University, og Kingsborough Community College of the City University of New York etc. Masalanka levede som freelancekomponist fra (1990) og til sin død i 2017.

## Udvalgte værker
- Symfoni nr. 1 (1970) - for orkester
- Symfoni nr. 2 (1983) - for koncertorkester
- Symfoni nr. 3 (1991) - for symfonisk blæserorkester
- Symfoni nr. 4 (1993) - for symfonisk blæserorkester
- Symfoni nr. 5 (2000) - for symfonisk blæserorkester
- Symfoni nr. 6 "Levende Jord" (2004) - for orkester
- Symfoni nr. 7 (2004) - for symfonisk blæserorkester
- Symfoni nr. 8 (2008) - for blæserorkester
- Symfoni nr. 9 (2011) - for fortæller og blæserorkester
- Symfoni nr. 10 (2017/2018) - for orkester (færdigjort af komponistens søn - M. Masalanka)